# Димо Дедото
Димо (Диме) Тодоров, известен като Дедото (изписване до 1945 година: Димо Дѣдото), е български хайдутин и революционер, войвода на Македонския комитет.

## Биография
Димо Дедото е роден в град Прилеп, тогава в Османската империя. Става хайдутин при войводата Георги Лажот. От 1883 година е войвода на чета в Мариово. Негов четник е Йордан Спасов.
Участва в Четническата акция на Македонския комитет в 1895 година. През ранната пролет Дедото пристига в Прилепско с неколцина четници. Целта на четата е да екзекутира няколко местни дерибеи, начело с Расим от Десово. Четата обикаля Небрегово, Присад, Дупячани и други прилепски села. Дедото се опитва да създаде революционен комитет в Прилеп. В местността Сивец са извикани гражданите Йордан Гавазов, Панто Карамбулев, Тоде Яръмбобол, дякон Костадин, Диме Палавранов и други, които са посветени в революционното дело. През март при село Дреновци, докато дебне Расим, който има кула в селото, четата се сблъсква с турци бегликчии и убива водача им. Така се появява Дреновската афера, при която са арестувани над 100 души селяни и граждани и мнозина са осъдени. Четата на Дедото се оттегля.
Димо Дедото загива в сражение в местността Чифте хан, Паланечко.